# Bălțești
Bălțești là một xã thuộc hạt Prahova, România. Dân số thời điểm năm 2002 là 3601 người.